# کارشور
کارشور یا کرشور از واژه‌های ایرانی‌-کهن (اوستای) است و اکنون نیز کم و بیش به همان صورت مانده است. اگر چه واژهٔ پارسی امروزی "کشور" است و همان "کارشور" است، کاربرد واژهٔ "کرشور" بسیار گسترده‌تر بوده‌است. این واژه در دستگاه نامگذاری و کیهانشناختی ایرانیان باستان، جغرافیا، و مانند اینها بکار می‌رفته است.
در اوستا مفهوم "هفت کارشور" آماده است که به ترتیب چنین بوده اند:
۱.  arezahi
savahi .۲
vradadhafshu .۳
widadhafshu .۴
wourubaresti .۵
wourugaresti .۶
xhvaniratha .۷ 
پیدایش این هفت کراشور، آنگونه که بندهش می‌گوید، پس از نخستین بارش باران بر زمین بوده‌است.  ابتدا تنها در کرشور آخر "انسان" می‌زیسته است. کشور آخر درست در جایگاه میانی است و همان جاست که "قله کوه هارا (البرز)" بوده‌است.   تنها دو کوه بدین نام (البرز) میشناسیم: یکی همان البرز شناخته شده، دیگری نزدیک جهرم، استان فارس. "پیش فرض‌های کلی‌" دیگری هم به "کوهی بدین نام در اسیای مرکزی" اشاره می‌کند.